# Moutabea guianensis
Espèce
Classification APG IV (2016)
Statut de conservation UICN

 LC  : Préoccupation mineure
Moutabea guianensis est une espèce de plantes à fleurs de la famille des Polygalaceae. C'est un arbuste originaire des régions tropicales d'Amérique du Sud. En Guyane, on l'appelle Graine macaque, Moutabé, Moutabou ou Moutabier de la Guyane en Créoles et Aymoutarou en Kali'na.

## Description
Moutabea guianensis est un arbuste sarmenteux pouvant atteindre une hauteur de 2 mètres. Ses jeunes rameaux sont couverts de poils fins peu visibles. 
Ses feuilles sont simples, alternes, entières, coriaces, glabres, à nervure principale très côtelée en dessous. Le pétiole est long de 3 à 7 mm. Le limbe ovale, aigu ou obtus-émarginé à son extrémité,·mesure 4 à 10 cm de long pour 1,5 à 4 de large. 
Il produit de courtes grappes axillaires de fleurs hermaphrodites, irrégulières, parumées, mesurant 10 à 12 mm de long. Le calice et la corolle sont unis au tube formé par les étamines. On compte 5 sépales subobtus, ciliolulés, et 5 pétales blanc-jaunâtre, plus ou moins égaux, obtus et glabres. 
Le fruit est une drupe jaune à 3 loges, contenant une pulpe gélatineuse qui abrite des graines à enveloppe blanche puis rousse, ovoïdes, pointues, latéralement comprimées. La graine (amande) est violette ponctuée de blanc.

## Répartition
On rencontre Moutabea guianensis au nord de l'Amérique du Sud, dans les bassins de l'Amazone et de l'Orénoque : Colombie, Pérou, Venezuela, Guyana, Suriname, Guyane, Brésil.

## Écologie
On a observé que les fruits de Moutabea guianensis font partie du régime alimentaire du "baboune" (Alouatta macconnelli) et le « kwata » (Ateles paniscus) en Guyane, ainsi que du « saki-satan » (Chiropotes satanas) au Suriname.
Trois stéroïdes ont été isolé dans les tiges de Moutabea guianensis : le spinasterol, la spinasterone, le spinasterol glucopyranosyl. Ces sustances lui confèrent des effets allélopathiques, et phytotoxiques qui empêchent la germination de graines de plantes considérées comme envahissantes en Amazonie.

## Utilisation
La pulpe des fruits est comestible : douce et fondante, on la consomme crue.
Les racines de Moutabea guianensis contiennent des xanthones originales, qui auraient des propriétés anti-cancéreuses.
Les propriétés hémolythiques et aggrégant plaquettaire de Moutabea guianensis ont été étudiées.

## Histoire naturelle
En 1775, le botaniste Aublet rapporte ceci : 

« LE MOUTABIÉ de la GUIANE
La racine de cet arbrisseau pouſſe pluſieurs tiges ſarmenteuſes, rameuſes, de cinq à ſix pieds de longueur & plus. Par l'aſſemblage de ces tiges & rameaux il forme des buiſſons plus ou moins épais. Ces rameaux ſont garnis de feuilles alternes, preſque ſeſſiles, liſſes, vertes, entières, fermés, ovales, terminées par une pointe. Les plus grandes ont quatre pouces de longueur, ſur un pouce & demi de largeur. 
Les fleurs naiſſent par petits bouquets à l'aiſſelle des feuilles. 
Le calice eſt d'une ſeule pièce blanche, arrondie à ſa baſe, enſuite plus étroite en forme de tuyau, dont l'orifice eſt fort court. 
La corolle eſt blanche, d'une ſeule pièce ; ſon tube eſt fort court, & il eſt partagé par le haut en cinq lobes inégaux, appliques l'un ſur l'autre par un de leurs côtes: elle eſt attachée à la paroi interne & ſupérieure du tube du calice. 
Les étamines ſont cinq anthères, chacune eſt appliquée ſous une des dentelures d'un feuillet qui eſt place a la paroi interne du tube de la corolle. Ce feuillet eſt large, long, à cinq dentelures ; Il ſe courbe a ſon ſommet, & cache entièrement l'orifice de la corolle. 
Le piſtil eſt un petit ovaire arrondi, attache au fond du calice ; il eſt ſurmonté d'un style long, charnu, terminé par un stigmate obtus. 
La corolle ne s'épanouit pas ; il ſaut écarter ſes lobes & lever le feuillet pour appercevoir les anthères. 
L'ovaire devient une baie jaune à trois loges, remplies chacune d'une amande à deux cotylédons, de couleur violette, pointillée de blanc. Cette amande eſt couverte d'une ſubſtance douce, gélatineuſe & fondante que les Créoles ſucent volontiers. Cette amande, qui eſt enveloppée d'une membrane d abord blanche, devient rouſſe en vieilliſſant : elle a la forme de la graine d'un cainitier. La coque de cette baie étant ſèche eſt fragile. 
Ce fruit eſt nommé GRAINE MAKAQUE par les Créoles, & ce nom eſt indifféremment donné à pluſieurs autres fruits que les ſinges mangent. 
Cet arbriſſeau eſt appelle AYMOUTAROU par les Galibis ; il croît dans l'île de Caïenne & dans la Guiane, ſur les terreins qui ont été défrichés. 
Les fleurs exhalent une odeur tout-à-fait ſemblable à celle des fleurs du Seringa. 
Il étoit en fleur & en fruit au mois de Juillet. »

— Fusée-Aublet, 1775.